# الباير
الباير منطقة جبلية شمال مدينة اللاذقية السورية تمتاز بجمالها وطبيعتها الرائعة وهي أكبر منطقة خضار في سورية وفيها مركز الناحية بلدة ربيعة. وربيعة قرية من القرى السورية في شمال مدينة اللاذقية منطقة الباير وغالبية سكانها من التركمان [بحاجة لمصدر] وهي أكبر منطقة غابات في سورية تحوي غابات الفرنلق الرائعة الجمال، وفي وسط الغابات قرى كثيرة منها ريحانة والروضة والكبير وغيرها، وتمتاز المنطقة بجمالها الرائع وسكانها الطيبيين وطبيعتها الخلابة.